# Banc de pêche de Paspébiac
Le banc de pêche de Paspébiac est un lieu historique national du Canada et un site historique classé situé à Paspébiac, au Québec. Il comprend 10 bâtiments érigés entre 1783 et 1900 par des compagnies de pêche jersiaises.

## Situation
Le banc de pêche de Paspébiac est situé au bord de la baie des Chaleurs, sur une dune fermant le barachois de Paspébiac, en Gaspésie.

## Historique
Le banc de pêche a été classé site historique le 17 juillet 1981 par le ministère des Affaires culturelles. Le 15 juin 2001, le banc de pêche est devenu un lieu historique national du Canada, reconnaissant à la fois son architecture et son importance sociale, économique et historique dans la pêche à la morue.

## Architecture

### Entrepôt Lebouthillier

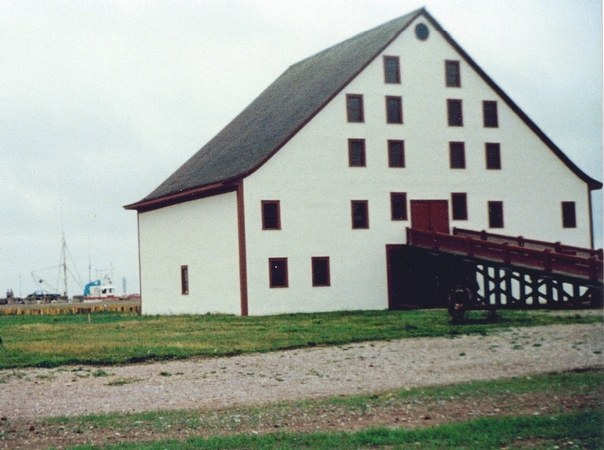
Entrepôt Lebouthillier près du quai, qui servaient aux pêcheurs à Paspébiac. (Photo de 1989).

L'entrepôt Lebouthillier est le plus grand bâtiment du site, cet édifice de près de trente mètres de haut est devenu le principal symbole de la ville de Paspébiac. Situé à moins de 100 mètres du quai d'où les navires débarquaient leur cargaison de poissons.